# Korea JoongAng Daily
Korea JoongAng Daily es el nombre de la versión en inglés del diario nacional surcoreano JoongAng Ilbo (cuyo nombre en castellano se puede traducir por Los Tiempos Centrales). Se trata de uno de los tres diarios en inglés más importantes de su país, junto con The Korea Times y The Korea Herald. Este periódico no solo contiene artículos traducidos al inglés a partir de su versión en coreano, sino que también presenta artículos originales destinados a la población extranjera que reside en Corea. Korea JoongAng Daily es una publicación que trabaja en asociación con el International New York Times, la división internacional del diario New York Times, con sede en París. 
La sede del Korea JoongAng Daily está situada en Seosomun-ro en Seúl, capital de Corea del Sur.